# جورج فان إيمان لورانس
جورج فـان إيمان لورانس هو سياسي أمريكي، ولد في 13 نوفمبر 1818 في مقاطعة واشنطن في الولايات المتحدة، وتوفي في 2 أكتوبر 1904 في مونونغاهيلا في الولايات المتحدة. نشط حزبياً في الحزب الجمهوري. وقد انتخب عضو مجلس ولاية بنسيلفانيا ‏ وانتخب عضو مجلس نواب بنسيلفانيا ‏ وانتخب عضو مجلس النواب الأمريكي ‏.